# Zelotes strandi
Zelotes strandi este o specie de păianjeni din genul Zelotes, familia Gnaphosidae. A fost descrisă pentru prima dată de Nosek, 1905.
Este endemică în Turcia. Conform Catalogue of Life specia Zelotes strandi nu are subspecii cunoscute.